# Vesna Radosavljević
Vesna Radosavljević (Beograd, oktobar 1945 — Beograd, jun 2015) bila je srpska akademska slikarka i samostalan kostimograf.

## Biografija
Rođena je oktobra 1945. u Beogradu. Diplomirala je na Fakultetu primenjenih umetnosti Univerziteta umetnosti u Beogradu nakon čega je bila samostalni umetnik i radila u svim pozorištima na teritoriji Socijalističke Federativne Republike Jugoslavije. Samostalno je izlagala u Beogradu i Puli 1971. i Pazinu 1972. godine. Učestvovala je na Majskom festivalu u Zagrebu 1969. i 1971, grupnim izložbama u Novembarskom salonu 1969. i Oktobarskom salonu 1971, Danima komedije u Jagodini i izložbi u Etnografskom muzeju Istre. Kao samostalan kostimograf je opremila predstave „Legenda o svetom Če”, „Činovničke komedije” i „Britanik” Narodnog pozorišta u Beogradu. Kao asistent kostimograf je radila na predstavama „Uroševa ženidba”, „Majka hrabrost”, „Ričard Treći” i „Talenti i obožavaoci” Narodnog pozorišta u Beogradu i „Slatko pravoslavlje” Ateljea 212. Bila je član udruženja Udruženja likovnih umetnika primenjenih umetnosti i dizajnera Srbije od 1969. godine. Preminula je juna 2015. u Beogradu.

## Galerija
Umetnička dela

## Spoljašnje veze
- Jedan od radova sa potpisom same autorke Vesne Radosavljević